# Rhosus (Schiff)
Die Rhosus war ein moldauisches Küstenmotorschiff, das 2014 nach einer Hafenstaatkontrolle im Hafen von Beirut arrestiert wurde. Das beschlagnahmte Schiff ist am 16. Februar 2018 im Beiruter Hafen gesunken.

## Geschichte
Das Schiff wurde 1986 auf der Werft Tokuoka Shipbuilding in Naruto, Japan, als Baggerschiff gebaut und im Oktober 1986 als Daifuku Maru No. 8 in Dienst gestellt. Es wurde zwischen 2002 und 2008 mehrfach verkauft und umbenannt:
- 2002 – verkauft an die Nishi Nippon Kaiyo
- 2002 – verkauft an einen unbekannten koreanischen Eigner, neuer Name Seokjung No. 505
- 2005 – verkauft an die HK Zheng Long Shipping Co., neuer Name Zheng Long 5
- 2005 – verkauft an die Rui Hua HK Shipping Co.
- 2007 – verkauft an die Sea Star International Shipping Group, neuer Name New Legend Glory
- 2008 – verkauft an die Briarwood Corp., neuer Name Rhosus, 2009 Umbau zum Frachtschiff.[2]

### Arrest in Beirut
Die Rhosus verließ Batumi in Georgien am 27. September 2013 mit Bestimmung Beira in Mosambik. An Bord befanden sich 2750 t Ammoniumnitrat in Bigbags vom Düngemittelhersteller Rustavi Azot für die Sprengstofffabrik Fábrica de Explosivos de Moçambique. Finanziert worden war das Geschäft von der mosambikanischen Millennium bim.
Das Schiff lief unterwegs Zeytinburnu, Tuzla, Piräus und schließlich am 20. November 2013 den Hafen von Beirut an. Laut Aussage des Kapitäns sollte in Beirut zusätzliche Ladung übernommen werden, um auf diese Weise die Passage durch den Suezkanal zu finanzieren. Die Ladung war jedoch zu schwer für die Lukendeckel und konnte daher nicht an Deck gestaut werden. Anderen Berichten zufolge soll das Anlaufen Beiruts technischen Problemen geschuldet gewesen sein. In Beirut wurde eine Hafenstaatkontrolle durchgeführt, bei der Mängel festgestellt wurden, die zu einem Auslaufverbot führten. Das Schiff war bereits im Juli 2013 bei einer Hafenstaatkontrolle in Sevilla aufgefallen. Dort waren 14 Mängel festgestellt worden, von denen drei zu einem Auslaufverbot geführt hatten, das erst nach 13 Tagen aufgehoben wurde.
Aufgrund der Festhalteverfügung des Schiffes in Beirut kam es zu juristischen Auseinandersetzungen zwischen Reederei und Ladungsbeteiligten, in deren Folge letztere die Ladung aufgaben. Schließlich gab auch die Reederei das weiterhin in Beirut festgehaltene Schiff auf. Wegen der offenen Liegekosten und der nicht gezahlten Vertragsstrafe wurde die Rhosus am 4. Februar 2014 von den libanesischen Behörden beschlagnahmt. (⊙) Die libanesischen Migrationsbehörden gestatteten zunächst nur sechs Besatzungsmitgliedern die Ausreise. Der russische Kapitän und drei weitere ukrainische Besatzungsmitglieder mussten zunächst an Bord bleiben. Erst nachdem der Kapitän einen Teil des Schiffsdiesels zur Finanzierung von Rechtsbeistand verkauft hatte, durften er und die verbliebenen Seeleute im September 2014 ausreisen.
Aufgrund der potentiellen Gefährlichkeit der Ladung – Ammoniumnitrat ist als Gefahrgut der Klasse 5.1 (entzündend wirkende Stoffe) klassifiziert – ordneten die libanesischen Behörden anschließend die Entladung des Schiffs an. Das Ammoniumnitrat wurde daraufhin zwischen September 2014 und Oktober 2015 in das Lagerhaus 12 im Hafen verbracht.
Anfang 2014 wurde das Schiff aus dem moldauischen Register gestrichen, nachdem Zertifikate ausgelaufen waren. Das beschlagnahmte Schiff sank am 16. Februar 2018 an der Mole des Hafens Beirut, an der es seit 2015 vertäut gewesen war.
Das im Beiruter Hafen gelagerte Ammoniumnitrat führte zur Explosionskatastrophe am 4. August 2020.

## Schiffsbeschreibung
Die Rhosus war ein Mehrzweckfrachtschiff mit zwei Laderäumen, die von 22 Meter langen und 9 Meter breiten Luken verschlossen waren. Der Rauminhalt der Laderäume betrug 4136 m³ für Schüttgut und 3837 m³ für Stückgut. Die Tragfähigkeit des Schiffes betrug 3226 t. Das Schiff war 86,6 m lang und 12 m breit, der maximale Tiefgang betrug 4,9 m. Es war mit 1900 BRZ und 964 NRZ vermessen. Die Besatzungsstärke betrug neun bis zehn Seeleute.
Die Antriebsanlage des Schiffes bestand aus einem Sechszylinder-Viertakt-Dieselmotor von Hanshin Diesel Works. Der Motor des Typs 6LU32G hatte eine Leistung von 1001 PS. Er trieb einen Propeller mit fester Steigung an und gab dem Schiff eine Geschwindigkeit von 10,5 kn.

## Anmerkung
1. ↑  Rustavi Azot verweist in einer Mitteilung auf ihrer Website darauf, dass nicht bestätigt werden könne, ob das Ammoniumnitrat in Georgien und speziell in Rustawi, wie von Medien verbreitet, hergestellt wurde.